# Mickey Renaud Captain’s Trophy
Die Mickey Renaud Captain’s Trophy ist eine Eishockeytrophäe, die von der Ontario Hockey League (OHL) jährlich an den Mannschaftskapitän mit herausragenden Führungsqualitäten vergeben wird, der weiters Charakterstärke bewiesen hat und durch Engagement aufgefallen ist. Die Auszeichnung wurde erstmals in der Saison 2008/09 vergeben. Der Gewinner wird in einer Wahl von Medienvertretern der Liga gekürt. Die Trophäe wurde im Gedenken an den im Februar 2008 verstorbenen Mickey Renaud benannt, der Mannschaftskapitän der Windsor Spitfires war. In der Folge sperrten die Spitfires seine Trikotnummer 18, die seither an keinen Spieler vergeben wird.

## Gewinner
| Jahr | Preisträger      | Team                        |
| ---- | ---------------- | --------------------------- |
| 2025 | Liam Greentree   | Windsor Spitfires           |
| 2024 | Braden Haché     | Saginaw Spirit              |
| 2023 | Nolan Dillingham | Sarnia Sting                |
| 2022 | Mark Woolley     | Owen Sound Attack           |
| 2021 | nicht vergeben   | nicht vergeben              |
| 2020 | Ty Dellandrea    | Flint Firebirds             |
| 2019 | Isaac Ratcliffe  | Guelph Storm                |
| 2018 | Justin Lemcke    | Hamilton Bulldogs           |
| 2017 | Alex Peters      | Flint Firebirds             |
| 2016 | Michael Webster  | Barrie Colts                |
| 2015 | Max Domi         | London Knights              |
| 2014 | Matt Finn        | Guelph Storm                |
| 2013 | Colin Miller     | Sault Ste. Marie Greyhounds |
| 2012 | Andrew Agozzino  | Niagara IceDogs             |
| 2011 | Ryan Ellis       | Windsor Spitfires           |
| 2010 | John Kurtz       | Sudbury Wolves              |
| 2009 | Chris Terry      | Plymouth Whalers            |

## Quelle
- Ontario Hockey League Media Information Guide 2010–2011, S. 137